# Лесной хорёк
Лесной хорёк (лат. Mustela putorius), также известный как обыкновенный хорёк, чёрный хорёк, европейский хорёк, дикий хорёк, обыкновенный хо́рь, тёмный хорь или чёрный хорь, — обитатель Евразийского континента. Хорошо приручается, имеет одомашненную форму — фретка (Mustela furo, иногда рассматривается как подвид Mustela putorius furo), известную со времён Древней Греции и Рима. Они свободно скрещиваются и дают разные цветовые вариации. Получившиеся гибриды отличаются высокой плодовитостью, а также большей агрессивностью, чем чистокровные домашние хорьки.

## Этимология названия
Название «хорь» (и уменьшительное «хорёк») является общеславянским (диал. рус. дхор, тхор, тхорь, тхорик (уменьш.), арх. диал. рус. духорёк, укр. тхір, хір, бел. тхор, диал. бел. тхур, тхуор, тхір, тхыр, хор(ь), др.-рус. дъхорь, дохорь, дохорекъ, тхорь, пол. tchórz, диал. пол. tkórz, twórz, tfórz, tórz, ckórz, чеш. tchoř, словац. tchor, сербохорв. твор, tvor, серб. тор, хор, торац, диал. хорв. vor, for, por, torec, болг. и макед. пор, диал. болг. трор, тор, торче, трърче, пхорь, пор, порът, словен. dihur, диал. словен. thor, dehor, церк.-слав. дъхорь) и происходит от праслав. *dъхоrь, вероятно связанного с «*dъxnǭtī» — «плохо пахнуть» (отсюда же «дохнуть») и потому означающего «вонючка, пахнущий как труп». Что характерно, во многих диалектах славянских языков для обозначения данного животного используются лексемы, напрямую восходящие к «вонять, смердеть, плохо пахнуть». Так, в некоторых говорах русского языка хорька называют лексемой «бɜдюx» (лексема восходит к «бɜдeть» — «портить воздух»), в Ивановской области также зафиксированы диалектизмы «бɜдун» и непосредственно «вонючка»; в других славянских языках — пол. śmerdziel, бел. смярдзюк, серб. смрдљивац, макед. смрдушка, смрдуљка. Что ещё интереснее, французское обозначение дикого лесного хорька, фр. putois, восходит к лат. puter — «гнилой, трухлявый, вонючий»; английская лексема англ. fitch, fitchew с аналогичным значением (используется также для обозначения хорькового меха) и близкородственные ср.-нидерл. vitsche, fisse и нидерл. и ср.-нидерл. visse, по-видимому, восходят к лат. vissiō — «вонь, смрад» (к этому же слову восходит и французское обозначение норки — фр. vison).
Из славянских языков обозначение данного животного было заимствовано в финно-угорские языки (фин. tuhkuri, эст. tuhkur), а также в латышский (лит. dukurs) и румынский языки (рум. dihor, диал. dior, jdihore).
Современная форма названия животного, «хорёк», отмечается с XVIII века.
В русских диалектах Ленинградской области лексема «дохо́рь» женского рода, и обозначает не хорька, а куницу. В посёлке Лежнево (Ивановская область) также засвидетельствовано обозначение хорька лексемой женского рода «воровка».

## Эволюция
Ископаемые остатки данного вида известны с начала среднего плейстоцена в Англии, Франции и Германии. Также известен из позднеплейстоцентовой фауны Украины.

## Описание

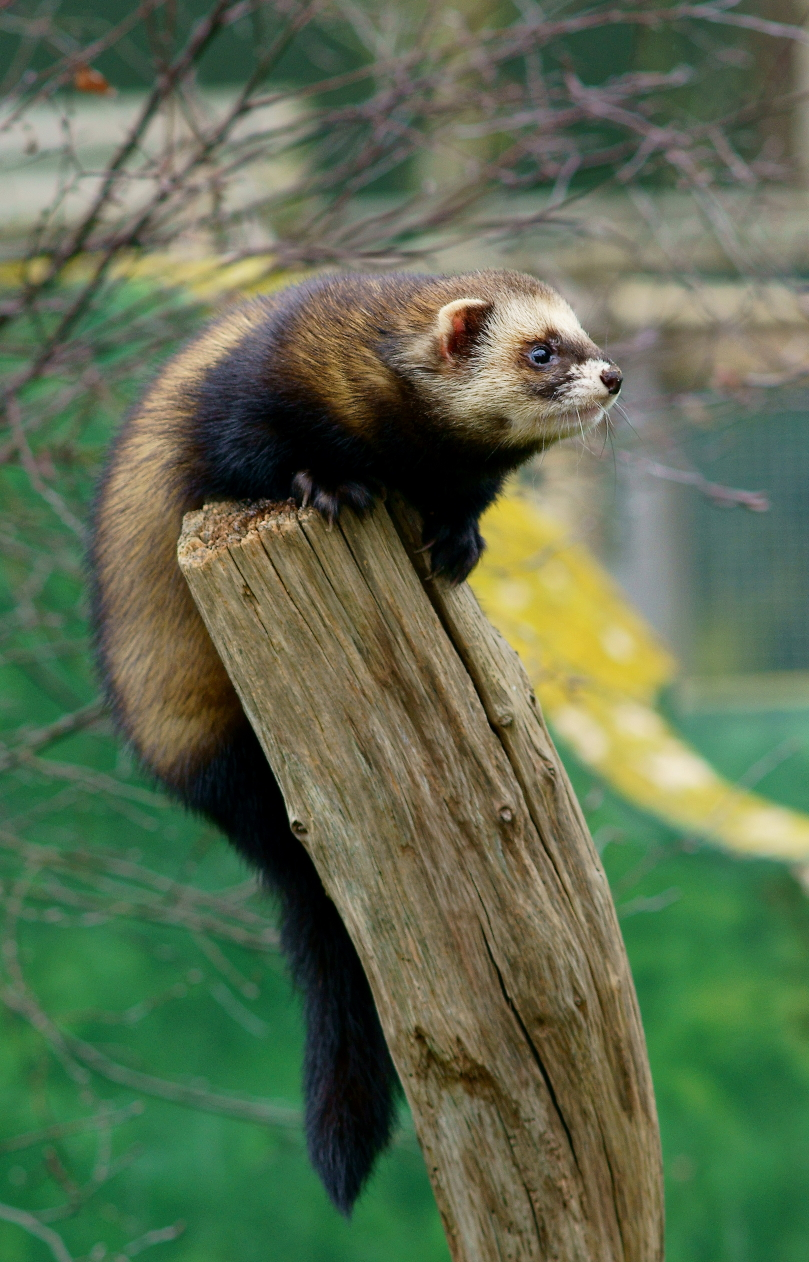
Лесной хорёк, залезший на корягу, Британский центр дикой природы (Суррей, Великобритания)

По внешним признакам лесной хорёк мало чем отличается от большинства куньих из рода Mustela: среднего размера зверёк с вытянутым и приземистым телом и с короткими ногами, вооружёнными на конце острыми длинными когтями. Туловище вытянутое и гибкое, хвост пушистый и относительно короткий. Масса самцов 1—2 кг, масса самок 600—980 г; длина самцов 35—47 см, длина самок 29—40 см. Хвост недлинный, длина — 10-18 см. Мех мягкий и пушистый, но не очень густой, с грубыми остевыми волосами, короткими спереди, постепенно удлиняющимися к задней части спины; летний мех короче и окрашен темнее. Зимний окрас взрослого хорька — чёрно-бурая ость с беловатой или желтоватой подпушью на спине, по бокам и большей части туловища; ноги, пах, грудь, горло, а также хвост — почти чёрные, хотя хвост может быть коричневым. Пах и грудь соединены узкой тёмной полосой. Голова, довольно короткая и в то же время широкая, с вытянутой мордочкой, имеет контрастный рисунок, напоминающий маску: губы, щёки, лоб и края ушей белые, в то время как её остальная часть чёрная. Размер головы — 7-9 см, уши относительно небольшие: размер ушных раковин у самцов — 21-36 мм, у самок — 15-29 мм. Встречаются особи и с эритризмом (например, они зафиксированы в Калининградской области и в Беларуси), а также альбиносы и меланисты. От хоря степного отличается тёмной окраской меха, отсутствием резкого контраста чёрного цвета ног и меха, чёрной окраской всего хвоста, от норок и колонка — окраской (норки — шоколадно-коричневого цвета, колонок — рыжего). Летний мех лесного хорька более короткий, редкий и тусклый, окрас более тёмный. Линька происходит дважды в год (например, на северо-западе европейской части России весенняя линька проходит с марта по май-июнь, а осенняя — в сентябре-октябре). Под хвостом открываются протоки специфических анальных желез, секрет которых, выделяемый животным в случае опасности, обладает резким запахом. На черепе хорошо развиты затылочный и сагиттальный гребень, глазницы относительно небольшие. Зубная система лесного хорька насчитывает 34 зуба (12 резцов, 4 клыков, 12 предкоренных и 6 заднекоренных зубов), довольно крупных по отношению к общим размерам зверька. Бакулюм толстый и массивный, его основание широкое и обладающее шероховатой поверхностью, конец загнут крючкообразно. Средняя длина бакулюма молодых самцов — 34 мм, взрослых — 36,5 мм.
Лесной хорёк — юркое и прыткое, но в то же время скрытное и пугливое животное. Он ведёт ночной образ жизни, также активен в сумерках, лишь во время недостатка корма его можно заметить в дневное время суток.
Лесной хорёк — молчаливое животное, однако обладает широким спектром издаваемых им звуков. Во время недовольства или раздражения он шипит, а во время боли, драки или в случае с самками во время спаривания, он кричит и визжит. Будучи в хорошем настроении, хорёк гукает — издаёт звуки, похожие на высокое стаккато и напоминающие кудахтанье курицы. Нападая или сильно пугаясь, хорёк сипло лает, лай при этом напоминает серию коротких шипов или циков с ещё более короткими паузами.  Во время защиты или когда хорьку снится интересный сон, он начинает пищать. Писк может издаваться и во время проявления заболеваний. Во время игр хорьки громко дышат, пыхтят. Хорьчата до 1,5-2-месячного возраста «скрипят», то есть издают довольно громкий писк, когда им холодно или хотят есть, таким образом зовя мать.
Как и у многих видов рода Mustela, у хорьков во время игры проявляется т.н. «боевой танец», когда животное выгибает спину и прыгает на всех трёх лапах. Данное поведение наблюдается в том числе и у домашних хорьков.
Лесной хорёк (равно как и домашний) — гиперактивное животное, и поэтому ему требуется длительный сон. Продолжительность сна хорьков может составлять до 16-20 часов, но с возрастом наблюдается тенденция его увеличения: детёныши и молодые особи спят мало, а старые хорьки проводят во сне существенную часть времени. Кроме того, сон хорьков довольно глубокий, особенно в осенне-зимний период (поэтому в дикой природе лесные хорьки в сильные морозы крепко отсыпаются в своих убежищах); спящих хорьков очень трудно разбудить, и то, что хорёк спит, выдаёт еле заметное дыхание, тёплое тело, сырой розовый рот и вышеупомянутый писк во сне. Крепко спящих домашних хорьков их владельцы зачастую поначалу могут посчитать мёртвыми, что может привести к неприятным последствиям. Во время брачного периода у хорьков нарушается цикл сон-бодрствование, ночью может проявляться повышенная активность, приводящая к длительному и глубокому сну днём. После пробуждения хорёк вновь становится активным.
Хорьки, как и другие виды куньих, обладают возможностью различать цвета, хоть и не очень хорошо (даже есть мнение, что зрение хорьков — инфракрасное, то есть различает только красные оттенки). Как и для других мелких куньих, большое значение играет скорость движимого объекта: хорёк воспринимает как добычу объект, передвигающийся со скоростью 25-45 см/с, при большей или меньшей скорости хорёк не воспринимает объект. Потенциальную добычу хорьки видят в том числе в пучке перьев или крыле небольшой птицы, используемых среди охотников в качестве приманки. Хорьки близоруки, то есть видят хорошо вблизи расположенные объекты, а расположенные вдали плохо различают. Ввиду преобладания колбочек над палочками в сетчатке цвет радужной оболочки хорьков — чёрный. Кроме того, высокая плотность колбочек позволяет хорькам хорошо видеть в темноте. Зрачок хорьков приплюснутый, расположенный в горизонтальном положении. Такая форма зрачка характерна для хищников, преследующих жертву прыжками. Глаза хорька выпуклые и немного выпирают из глазниц, что обеспечивает большой угол обзора. Из внешних чувств у хорьков гораздо лучше зрения развит слух, кроме того, развито обоняние (по другим данным, обоняние сравнительно слабое).
Длина прыжка составляет 40-65 см. Умеет залезать на деревья, благодаря большой гибкости тела способен проникать в узкие отверстия. В частности, из-за этого у владельцев домашних хорьков пользуются популярностью игрушки в виде трубы, в которые залезают их питомцы. Умеет плавать, но не так хорошо, как его близкий родственник европейская норка.

## Распространение
Чёрный хорёк широко распространён по всей Европе (за исключением Ирландии, Корсики, Сардинии, Сицилии; а также севера Скандинавии и юга Греции), хотя территория его обитания постепенно сокращается. Довольно большая популяция хорьков проживает в Англии (название в Британии — Polecat) и почти на всей территории Европейской части России, кроме северной Карелии, Кавказа, Нижнего Поволжья (хотя встречается в Приазовье и Северном Причерноморье), восточная граница ареала проходит по Уралу. В конце XIX века его находили в районах Западной Сибири (на восток до левобережья Иртыша и низовий Тары). В последние десятилетия появилась информация о расселении чёрного хорька в леса Финляндии и Карелии, в целом на Русском Севере ареал лесного хорька стал расширяться с начала XX века. По данным исследования немецкого биолога Франца Шильдера (1952 г.), на территории Финляндии лесной хорёк за 60 лет расширял свой ареал в среднем на 4 км в год. Также чёрный хорёк обитает в лесах северо-запада Африки: в Рифе и Марокко.
В своё время чёрный хорёк вместе с фретками и ласками был перевезён в Новую Зеландию для борьбы с мышами и крысами. Очень хорошо прижившись, эти хищники стали угрожать коренной фауне Новой Зеландии.

### Подвиды и систематика
Географическая изменчивость окраски, качества меха и размеров тела выражена незначительно, реальными признаются около 7 подвидов, из них на территории России обитают 2:
| Подвид                                                  | Изображение | Автор                  | Синоним | Распространение                                                                                                  | Описание |
| ------------------------------------------------------- | ----------- | ---------------------- | --- | --- | --- |
| Западный лесной хорёк M. p. putorius                    |             | L., 1758               | flavincans de Sélys Longchamps, 1839 foetens Thunberge, 1789 foetidus Gray, 1843 iltis Boddaert, 1785 infectus Ogérien, 1863 manium Barrettt-Hamilton, 1904 putorius Blyth, 1842 verus Brandt in Simashko, 1851 vison (de Sélys Longchamps, 1839) vulgaris (Griffith, 1827) | Северо-запад России, запад Украины и Белоруссии, Прибалтика, Финляндия, Восточная, Центральная и Западная Европа | Может объединяться с восточным в один подвид. Размеры относительно крупные, мех тёмный и пышный. |
| Восточный (среднерусский) лесной хорёк M. p. mosquensis |             | Heptner, 1966          | orientalis (Brauner, 1929; Polushina, 1955) ognevi (Kratochvil) | Европейская часть России, Белоруссия, центр и восток Украины                                                     | Более мелкий и светлый по цвету, чем западный; мех также менее пышный. |
| Уэльский хорёк M. p. anglia                             |             | Pocock, 1936           | | Англия и Уэльс                                                                                                   | Более тёмный окрас |
| Шотландский хорёк M. p. caledoniae                      |             | Tetley, 1939           | | Шотландия | Предположительно, вымер на большей территории Шотландии (за исключением Сазерленда и Кейтнесса) к началу XX-го века, последнее упоминание было зафиксировано в 1912 году. В настоящее время лесной хорёк в Шотландии реинтродуцирован, в том числе гибридами с домашними хорьками. Также в Дамфрисшире существуют популяции хорьков, переселившихся из Камбрии |
| Средиземноморский хорёк M. p. aureola                   |             | Barrett-Hamilton, 1904 | | Пиренейский полуостров                                                                                           | Возможный предок домашнего хорька |
| Карпатский хорёк M. p. rothschildi                      |             | Pocock, 1932           | | Западная Украина, Румыния                                                                                        | Более светлый окрас, делающий похожи на степного хорька |
| Фретка, домашний хорёк M. p. furo                       |             | Linnaeus, 1758         | albus (Bechstein, 1801) furoputorius (Link, 1795) subrufo (Gray, 1865) | Одомашнен в Южной Европе (возможно, на Пиренейском полуострове), на данный момент распространён во всём мире     | Помимо естественного окраса, более светлого, чем у диких подвидов и розового носа (в то время, как у остальных подвидов нос коричневый), существуют полностью одноцветные: кремовые и альбиносы (фуро). Также одомашненного лесного хорька (фретку) классифицируют как отдельный вид Mustela furo.                                                             |

## Среда обитания

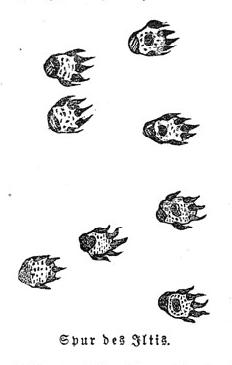
Следы хорька

Местообитания лесного хорька разнообразны, при этом наиболее предпочтительны места с водоёмами поблизости. Лесные хорьки больше всего любят селиться в полосе смешанных и лиственных лесов: в небольших лесных массивах и отдельных рощах, перемешанных с полями и лугами, зарастающих гарях, лесных вырубках и на полянах, при этом избегают сплошных таёжных массивов. Хорька называют «опушечным» хищником, так как опушки лесов являются его типичным местом охоты. Часто лесной хорёк в поросших растительностью поймах небольших рек, а также рядом с другими водоёмами, такими как старицы, озёра, ручьи, каналы, пруды, водохранилища, пруды и затопленные карьеры. Живёт хорёк и на окраинах болот, а также рядом с болотами или на болотных островках. Из болот лесной хорёк предпочитает низинные, нежели верховые. Также селится рядом с местообитаниями человека и в местах, подверженных антропогенной деятельности: в садах, огородах, пустырях, ЛЭП, сенокосных лугах, городских парках и на окраинах населённых пунктов, в том числе таких крупных городов, как Москва. Хотя в поисках добычи лесной хорёк может добираться даже в центры городов, в том числе заходя в здания, включая жилые.
В среднем плотность населения лесных хорьков достигает 0,4 особи на 1 км. Плотность у пойм и берегов рек зависит от плотности населения норок, в особенности американской. В случае ледниковых озёр эта зависимость меньше. В болотах плотность населения невысокая. В антропогенных условиях плотность в среднем составляет 2-3 зверька на 10 км² (соответственно 0,2-0,3 на 1 км²), у искусственных водоёмов плотность достигает в среднем 7 особей на 10 км².
Хорьки ведут оседлый образ жизни и привязываются к определённому месту обитания, лишь иногда (чаще всего в местах рядом с присутствием человека) совершая небольшие перекочёвки в поисках лучшего корма (например, в тёплое время года проживая в лесах и рядом с болотами, а в холодное переселяясь ближе к человеку). Размеры территории обитания невелики. Площадь участка одного хорька у поймы достигает около одного км². При отсутствии поймы у реки, длина участка достигает 1-2 км, а ширина — 0,4-1,5 км. У болот площадь участка достигает 1-3 км², в лесах — 2-4 км². У самцов могут происходить драки за территорию. В качестве постоянных убежищ чаще всего используются естественные укрытия — кучи валежника, кладки дров, прогнившие пни, груды камней, низко расположенные дупла деревьев либо же дупла поваленных деревьев. Иногда хорьки поселяются в отнорках барсучьих или лисьих нор, заброшенных бобровых хатках и норах, а также заброшенных норах ондатр, сусликов и хомяков, у искусственных водоёмов находят себе убежища рядом с гидротехническими сооружениями (мостами, шлюзами, плотинами), а в сёлах и деревнях — в хозяйственных постройках (сараях, погребах, зернохранилищах) и даже под крышами сельских бань и в стогах сена. Особенно хорьки подселяются рядом с людьми зимой, вслед за их добычей — мышевидными грызунами. Собственные норы лесной хорёк редко роет, делая это под корнями старых деревьев.
Гнездовая камера в убежище лесного хорька — круглая, диаметром 30-35 см. Гнездо строится из сухой травы и шерсти.
В непосредственной близости с лесным хорьком нередко обитают его более мелкие сородичи — ласка и горностай.

## Питание
Несмотря на относительно крупные по сравнению с многими представителями рода (горностай, колонок) размеры, чёрный хорёк — типичный мышеед. Основу питания у чёрного хорька составляют полёвки и мыши, летом чёрный хорёк часто ловит лягушек, жаб, молодых водяных крыс (самцы ловят их на поверхности, а меньшие по размеру самки — прямо в норах), а также змей, диких птиц, крупных насекомых (саранча и т. д.), проникает в заячьи норы и душит молодых зайчат. Изредка, помимо зайчат, лесной хорёк поедает хомяков, сусликов, тушканчиков и землероек. Поселяясь рядом с человеком, лесной хорёк может изредка нападать на домашних птиц и кроликов. Зимой часто лесной хорёк питается падалью. Также лесной хорёк может питаться и рыбой, отмечалось, что зимой одна особь вылавливала из небольшой проруби на озерце рыбу, например, судака; кроме того, лесные хорьки могут подбирать и брошенные рыбаками туши. Осенью, когда лягушки готовятся к зимовке и скапливаются в водоёмах в больших количествах, хорьки вылавливают их, и, вспоров живот, либо уносят к себе в норы, либо оставляют на месте. Зимой скопления осенних трупов лягушек служат своего рода «холодильником», когда корма становится мало, то хорьки выкапывают их из-под снега. Подобная практика также наблюдается и у горностаев, песцов, куниц, лисиц и росомах. Помимо времени года, состав пищи изменяется в зависимости от характера местообитания и динамики числености мышевидных грызунов.
За день хорёк добывает 10-14 мышей и полёвок. Ввиду того, что хорьки зачастую ловят добычи больше, чем могут съесть за раз, они могут устраивать запасы.
Хорьки очень ловко передвигаются в кучах валежника и между камней, агрессивны и отчасти бесстрашны с врагами, даже превышающими их по величине и весу. Хотя по большей части хорьки воспринимают крупных животных/объектов как потенциального хищника, и потому спасаются от него бегством.
Охотится лесной хорёк, как правило, в тёмное время суток, днём же его может заставить покинуть убежище только сильный голод. Грызунов хорёк подкарауливает у нор или ловит на бегу. Охота у хорька, как и у многих куньих, носит следующий характер: он с ходу набрасывается на жертву, хватают и перекусывают затылок и держат вплоть до тех пор, пока она не перестаёт двигаться.

## Размножение
Как и многие куньи, лесной хорёк является полигамным животным. Гон у лесного хорька начинается весной, в марте-апреле или апреле—мае, иногда во второй половине июня. Течка у самок длится 3-5 дней. Беременность длится 40-43 дня, через полтора месяца после оплодотворения (в конце апреля-начале июня) у самки появляются от 4 до 8 (или от 2 до 12) детёнышей, в среднем 5-7. По отношению к детёнышам хорька используются обозначения «хорёнок» (мн. число — хорята), «хорьчонок» (мн. число — хорьчата). В Брянской области, где употребляется диалектизм «тхорь», по отношению к детёнышам употребляется «тхоренята». Новорождённые хорята беспомощные, слепые и покрытые редким светлым пухом, глаза открываются через месяц на 5 неделе жизни: на 30-35 день жизни. Слуховые проходы открываются на 24-25 день. На 10-16 днях жизни начинает формироваться узнаваемый окрас головы с характерной «маской». В месячном возрасте хорята покрыты серо-коричневатой и нежной, довольно пушистой шерстью, окрас головы либо однотонный или же с белёсыми полосками по бокам, окружность рта и подбородок почти всегда белые, а уже в к концу второго месяца жизни окрас хорят не отличается от такового у взрослых. Молочные зубы прорезаются на 15-17 день, а с 40-47 по 61-70 дни меняются на постоянные. Ещё до окончания лактации (длящейся около двух месяцев: 50-60 дней) самка начинает подкармливать молодняк мясом, уже в возрасте двух месяцев (на 37-40 день) хорята начинают выходить из норы и самостоятельно искать добычу, охотясь на лягушек, слизней и крупных насекомых. Подноровившись в охоте за подобной добычей, молодые хорьки начинают охотиться и на грызунов. Самки-матери самоотверженно защищают свой выводок перед любой опасностью. У молодых хорьков хорошо развита особая ювенильная «грива» — удлинённые волосы на загривке. В возрасте около двух месяцев молодые зверьки становятся самостоятельными, но выводок держится с матерью до осени, а иногда и до следующей весны. К 5-6 месяцам молодые хорьки достигают размеров взрослых особей. Половозрелыми зверьки становятся в годовалом возрасте.
В среднем в дикой природе хорьки (а также норки и куницы) живут около года (продолжительность жизни составляет в среднем от 1 года и 1 месяца до 1 года и 8 месяцев), максимальная продолжительность жизни доходит до 6-8 лет. Численность популяции подвержена колебаниям в зависимости от состояния обильности кормовой базы и климатических условий (так, во время суровых зим и засух численность падает).
Естественными врагами лесного хорька являются более крупные хищники: лисица, волк, орлы (беркут, орлан-белохвост) и крупные совы, главным образом филин. Часто хорьки гибнут в результате антропогенной деятельности, например, будучи сбитыми насмерть транспортом (преимущественно автомобильным и очень редко — железнодорожным) или в результате промысла. Умирают хорьки и в результате инфекций.
До возраста 7,5-8,5 недель хорята не боятся человека, что обусловило одомашнивание лесного хорька.
Лесной хорёк свободно скрещивается с другими представителями рода Mustela. В частности, в природе иногда встречаются гибриды хорька и европейской норки, хонорики, кроме того лесной даёт плодовитые гибриды со степным хорьком, а также с домашними.

## Генетика
В кариотипе насчитывается 40 хромосом, число плеч аутосом — 64.

## Значение
Лесной хорёк — ценный пушной зверь, но из-за относительно невысокой численности специального промысла на него не существует. Сельские жители недолюбливают хорька за ущерб, наносимый птичьему хозяйству. С другой же стороны, этот мелкий хищник приносит пользу истреблением мышевидных грызунов.
Добывают лесного хорька прежде всего с помощью самоловов и во время охоты с собаками, реже — капканами.
Носкость и теплозащитные свойства меха среднего качества. В СССР мех лесного хорька (а также перевязки и степного хорька) шёл на меховую подкладку одежды и реже меховые воротники и шапки, совсем редко — на меховые пальто. В XIX и начале XX века волосы из хвоста хорька употреблялись для изготовления кистей, такие кисти отличались прочностью (например, в частности, были более прочными, нежели кисти из тонких и коротких волос козы). Наилучшими по качеству кистями считались кисти из волос российских хорьков, наихудшими — из немецких.

## В культуре

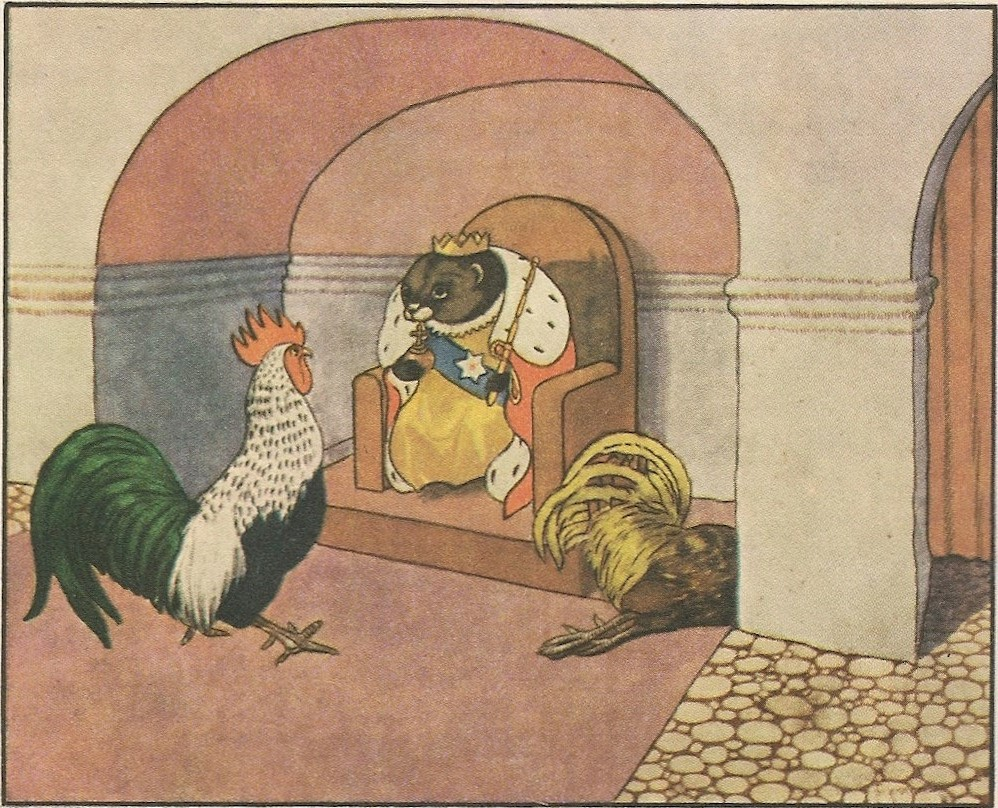
Иллюстрация Артура Шейнера к чешской сказке «Король-хорёк»

Образ хорька, прежде всего в фольклоре и массовой культуре, связан с его поведением и образом жизни. Хорёк (как и большинство видов куньих в целом) обычно представляется как вороватое, хитрое и коварное, но пугливое животное. В то же время у домашнего хорька более позитивный образ.

### Фольклор
- «Царь/король-хорёк» (чеш. Král tchoř) — чешская народная сказка, записанная и обработанная Карелом Яромиром Эрбеном. По сюжету, куры, уставшие от того, что на их постоянно нападают куницы и ястребы, по настоянию одного старого и мудрого петуха провозглашают хорька своим царём. Однако вскоре хорьку захотелось отведать куриной крови, и из-за этого он начал приглашать к себе на двор петухов, где спрашивал, не чувствуют ли они какой-нибудь запах. Первый, учуяв отвратительный запах хорька сказал ему об этом прямо, из-за чего хорёк съел его на месте. Второй, увидев кровь на хорьковых губах и лежавший неподалёку труп предыдущего, солгал, что чувствует «приятнейшее благоухание», а хорёк обвинил того в лицемерии и также сожрал. Третий петух, однако, сказал, что из-за насморка не учуял никакого запаха, а хорёк благосклонно отпустил его восвояси[75].
- Украинская народная сказка «Хорёк». В другой украинской сказке хорёк выступает в роли соблазнителя, выманивая у зайца его невесту — куницу[76].
- В Слуцком уезде Минской губернии (ныне Беларусь) для излечения коровы, начавшую доиться кровавым молоком, её окуривали мясом хорька и травами, освящёнными на Юрия[77].

### Мультипликация
- Чехословацкий мультсериал «Кржемелик и Вахмурка» — одним из антагонистов является хорёк Шуперка.

### Идиоматика
В русском языке лексема «хорёк» используется по отношении к дурно пахнущему или неопрятному человеку («вонючий, как хорёк», см. этимологию), выражение «юркий, как хорёк», имеющее более положительный контекст, обозначает очень ловкого и подвижного человека. Идиома «лицо, как у хорька» используется по отношению к маленькому, узкому и заострённому лицу. В Ярославщине лексема «хорь/тхорь» иносказательно обозначает пронырливого и жуликоватого человека. В русском уголовном жаргоне, т.н. «блатной фене» словом «хорёк» обозначается любитель поспать, заключённый, делающий подкоп; низкорослый человек, младший инспектор полиции и женщина, намеченная для половых отношений (в последнем случае также используется обозначение «хорица»).
В украинском языке название животного иносказательно обозначает труса, пугливого человека (аналогичная идиома присутствует и в польском языке); отсюда — «тхорити», т.е. «бояться, проявлять пугливость» или «вонять, дурно пахнуть», а также диалектизм «тхорить» — «портить воздух». Уменьшительное «тхорик» используется для обозначения крапчатого суслика. В белорусском языке, как и в украинском и польском, словом «тхор» обозначается трус, отсюда же — «тхарлівы» (пугливый) и «тхаріцца» (бояться, пугаться). Выражение «тхараваты» относится к нелюдимому и угрюмому человеку. В болгарском языке также присутствует устойчивое выражение, связанное с хорьком и обозначающее нечистоплотного человека: болг. смърди како пор.
В средневековой английской литературе лесной хорёк отождествлялся с распущенностью, что, в частности, отражено в шекспировской комедии «Виндзорские насмешницы»:

Убирайся отсюда, старая крыса, потаскуха, дармоедка, проныра! Я тебе поворожу, я тебе погадаю! Вон отсюда!
Оригинальный текст (англ.)Out of my door, you witch, you hag, you baggage, you polecat, you runyon! out, out! I'll conjure you, I'll fortune-tell you!
— Сцена IV. акт 2-й (пер. Михаила Морозова, 1951 г.)

### Ономастика
В Древней и Московской Руси, название животного (и производное неполное Хорько) использовались в качестве прозвища и т.н. «некалендарного» имени. От них происходят современные русские фамилии Хорьков/Хорков и Хорьковых/Хорковых. Стоит отметить, что обозначение животного в качестве прозвища используется и в наши дни. От диалектной формы «тхорь» образована фамилия Тхоревский. Один из первых задокументированных носителей, некий «пан Тхоревскои», взявший в плен арихепископского крестьянина Богдашку Семёнова из села Кунцево во время обороны Смоленска 1609-1611 годов, упоминается в одном из допросов вернувшихся из плена (включая самого Семёнова) за 1609 год.

### Геральдика
Хорёк изображён на гербах города Богучар и Богучарского района Воронежской области и города Обоянь Курской области.

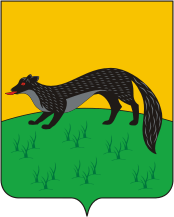
Герб Богучара
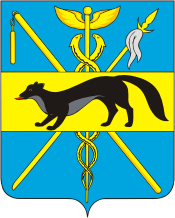
Герб Богучарского района
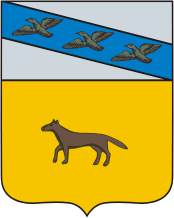
Герб Обояни 1780 года
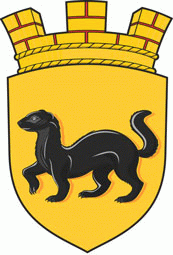
Герб Обояни с 2020 года
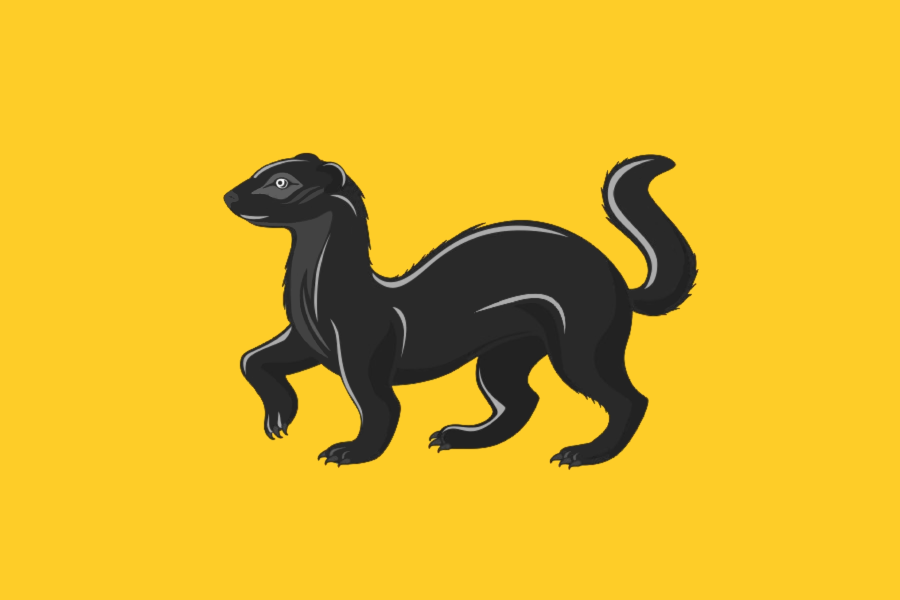
Флаг Обояни
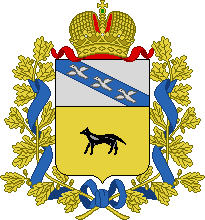
Герб Обоянского района

### Маскоты
Хорёк с 15 августа 2018 года является официальным спортивным талисманом города Харькова. Презентация талисмана состоялась 14 апреля 2019 года в рамках VI Харьковского Международного марафона.

### Видеоигры
- Counter-Strike 1.6 — на карте «cs_office» присутствует т.н. «пасхалка» в виде фотографии хорька, которую можно увидеть, если прострелить стену или пролететь в режиме наблюдателя.

## Комментарии
1. ↑  В таком виде лексема засвидетельствована в памятниках XIV-XV в.